# Tmesisternus brevespinosus
Tmesisternus brevespinosus är en skalbaggsart som beskrevs av Stefan von Breuning och De Jong 1941. Tmesisternus brevespinosus ingår i släktet Tmesisternus och familjen långhorningar.
Artens utbredningsområde är Irian Jaya. Inga underarter finns listade i Catalogue of Life.